# Mehrdad Bazyari
Mehrdad Bazyari (født 1961 i Shiraz) er en iransk oversætter, forfatter og ingeniør, kendt for sine direkte oversættelser af litterære værker fra norsk, dansk, svensk og engelsk til persisk. Han vandt Irans Bogpris for Årets Bog og Sæsonens Bogpris for oversættelsen af Appelsinpigen af Jostein Gaarder, og han modtog Gamanezan-prisen for oversættelsen af Flowers for Algernon af Daniel Keyes.

## Liv og Uddannelse

#### Barndom og Ungdom
Mehrdad Bazyari blev født i 1961 i byen Shiraz. Han afsluttede sin gymnasiale uddannelse på Namazi Gymnasium i Shiraz. Hans interesse for litteratur begyndte allerede i teenageårene, og han studerede værker af fremtrædende russiske forfattere som Tjekhov, Dostojevskij, Tolstoj og Gorkij. Han blev også bekendt med fransk litteratur (især værker af Victor Hugo og Émile Zola) samt klassiske engelske forfattere.
Senere vendte han sig mod moderne litteratur og studerede indgående værker af Arthur Miller, Ernest Hemingway og Nikos Kazantzakis. Hans interesse var ikke begrænset til litteratur; han interesserede sig også for vestlig filosofi og studerede idéerne hos Platon, Descartes, Kant, Spinoza og Schopenhauer. Denne kombination af litteratur og filosofi formede hans analytiske tilgang til tekster og førte ham til professionelt arbejde med oversættelse.

#### Ophold i Danmark
I 1980’erne flyttede Bazyari til Danmark for at fortsætte sine studier og boede der i næsten et årti. Han studerede bygningsingeniørkunst på Aalborg Universitet og specialiserede sig senere i industriel teknik. Denne periode gav ham ikke blot kendskab til dansk kultur og sprog, men også mulighed for at blive bekendt med Nordeuropas litteratur.
Bazyari studerede bemærkelsesværdige værker af forfattere som Henrik Ibsen, Pär Lagerkvist, Ludvig Holberg og Knut Hamsun. Denne oplevelse øgede hans interesse for skandinavisk litteratur og motiverede ham til at oversætte disse værker direkte til persisk. Han mener, at oversættelse går ud over blot overførsel af ord og ser det som en formidling af kultur, tanker og den intellektuelle atmosfære til persiske læsere.

## Sprog og Arbejdsområde
Bazyari behersker norsk, dansk, svensk og engelsk og har oversat mange værker direkte fra disse sprog til persisk.

## Syn på Oversættelse
Bazyari ser oversættelse ikke kun som en gendigtning af en tekst, men som en udforskning af dens sjæl, tone og skjulte rytme. Han mener, at trofasthed over for originalteksten indebærer at overføre dens følelser og kulturelle nuancer til målsproget.

## Projekter og Foretrukne Forfattere
- Henrik Ibsen – Fremtrædende norsk dramatiker
- Pär Lagerkvist – Svensk forfatter og Nobelprisvinder
- Knut Hamsun – Norsk forfatter og skaber af romanen Sult
- Tove Ditlevsen – Dansk digter og forfatter med fokus på menneskets psyke og kvindelige erfaringer
- Peter Høeg – Dansk forfatter med en filosofisk tilgang og komplekse fortællinger
- Lise Nørgaard – Dansk satiriker og skaber af serien Matador
- Værker af moderne svenske forfattere med en humanistisk tilgang

## Priser og Udmærkelser
- Sæsonens Bogpris i Den Islamiske Republik Iran (2008) for Appelsinpigen
- Irans Bogpris for Årets Bog (2009) for samme værk
- Gamanezan-prisen for Flowers for Algernon

## Ressourcer
1. golagha institue
2. Mehrdad bazyari farsi wikipedia

- Mehrdad Baziaris personlige hjemmeside [ dødt link ]
- Database over specialiserede magasiner, marketingværker